# みんぽす
みんぽすは、WillVii株式会社が運営する家電系商品のレビューを集めたソーシャルブックマーク。「みんなのポスト」の略。

## 特徴
レビューの記事は登録したビジターからの投稿による。

## モノフェローズサービス
みんぽすを運営するWillVii株式会社が家電系及びゲームメーカーから商品を借り受け、レビュー記事を執筆しているブロガー（モノフェローズ）の希望に応じて貸し出してレビューの執筆を依頼するサービス。